# Louxing
Louxing (娄星区,  Lóuxīng Qū) ist ein chinesischer Stadtbezirk der bezirksfreien Stadt Loudi im Zentrum der Provinz Hunan. Der Stadtbezirk hat eine Fläche von 429,1 Quadratkilometern und zählt 619.900 Einwohner (Stand: Ende 2018). Er ist Zentrum und Regierungssitz von Loudi.

## Administrative Gliederung
Auf Gemeindeebene setzt sich der Stadtbezirk aus sieben Straßenvierteln, drei Großgemeinden und vier Gemeinden zusammen. 　　